# PRIDE (CHAGE and ASKAのアルバム)
『PRIDE』（プライド）は、CHAGE&ASUKA（現：CHAGE and ASKA）の12作目のオリジナル・アルバムで、本作のDISC1の2曲目の楽曲名である。ちょうどデビュー10周年である1989年8月25日に発売された。発売元はポニーキャニオン。
1993年12月17日はAPO-CDとして、1999年12月16日と2001年7月18日はCD、2009年10月21日はSHM-CDとして再発売している。

## 背景
CHAGE&ASUKAがちょうどデビュー10周年となる日に発売された2枚組アルバム。DISC1がオリジナル・アルバム、DISC2が過去の楽曲をアレンジして再収録したアルバムとなっている。
本作が発売された後にCHAGE（現：Chage）は新しいバンド "MULTI MAX" を結成を行い、ASUKA（現：ASKA）は渡英することになっていた。このため世間に「チャゲアス解散か?」という噂が広まったが、彼らはコンサートツアー『CONCERT TOUR '89 〜10 years after〜』のMCで、「これがチャゲ&飛鳥の見納めになると思った皆さん、誠にすみません。僕らは解散しません!」と宣言した。

## リリース・アートワーク
本作のジャケットは西本和民が手がけている。
初回限定盤はブックレット付特殊パッケージ仕様。また通常盤及び1993年APO-CD盤はDUOケース仕様でスリーブケース、ブックレットが封入されていたが、1999年盤及び2001年盤は厚さ12mmの通常プラケース仕様となっている。
また、本作は表記名を「CHAGE&ASUKA」としていたが、1990年に表記を「CHAGE&ASKA」と変更したため、本作のジャケットもその後差し替えられた。
2009年10月21日には、紙ジャケット・シリーズの一環としてSHM-CD仕様でヤマハミュージックコミュニケーションズより再発売された。

## ツアー
1989年4月30日から9月15日まで行われたツアー『CONCERT TOUR'89 〜10 years after〜』の開催中に発売されている。このツアーでは東京都の新宿厚生年金会館にて10日間の日程で組まれていた。

## チャート成績
本作は1981年に発売された2枚目アルバム『熱風』以来となるオリコン週間ランキング1位を獲得した。前回の首位から本作の首位獲得までのインターバル期間は8年6か月であり、2009年にユニコーン（14年10か月）が記録を更新するまでは、CHAGE&ASUKAが最長記録を保持していた。

## 収録曲
| #         | タイトル                   | 作詞       | 作曲      | 編曲               | 時間  |
| --------- | -------------------------- | ---------- | --------- | ------------------ | ----- |
| 1.        | 「LOVE SONG」              | 飛鳥涼     | 飛鳥涼    | 飛鳥涼、十川知司   | 5:35  |
| 2.        | 「PRIDE」                  | 飛鳥涼     | 飛鳥涼    | 澤近泰輔           | 5:34  |
| 3.        | 「SHINING DANCE」          | CHAGE      | CHAGE     | 村上啓介           | 5:51  |
| 4.        | 「HOTEL」                  | 飛鳥涼     | 飛鳥涼    | 十川知司           | 5:21  |
| 5.        | 「Break an egg」           | 飛鳥涼     | CHAGE     | 近藤敬三           | 4:53  |
| 6.        | 「さよならは踊る」         | 澤地隆     | CHAGE     | 十川知司           | 4:41  |
| 7.        | 「砂時計のくびれた場所」   | 飛鳥涼     | 飛鳥涼    | 澤近泰輔           | 5:08  |
| 8.        | 「天気予報の恋人」         | 飛鳥涼     | 飛鳥涼    | 澤近泰輔           | 5:03  |
| 9.        | 「Don't Cry, Don't Touch」 | 飛鳥涼     | 飛鳥涼    | 澤近泰輔           | 4:17  |
| 10.       | 「絶対的関係」             | 青木せい子 | CHAGE     | 十川知司           | 4:50  |
| 11.       | 「流れ星のゆくえ」         | 澤地隆     | CHAGE     | 十川知司           | 4:33  |
| 12.       | 「WALK」                   | 飛鳥涼     | 飛鳥涼    | 飛鳥涼、BLACK EYES | 5:59  |
| 合計時間: | 合計時間:                  | 合計時間:  | 合計時間: | 合計時間:          | 61:45 |

| #         | タイトル                           | 作詞             | 作曲      | 編曲      | 時間  |
| --------- | ---------------------------------- | ---------------- | --------- | --------- | ----- |
| 1.        | 「MOON LIGHT BLUES」               | 飛鳥涼           | 飛鳥涼    | 原田真二  | 5:55  |
| 2.        | 「嘘」                             | 松井五郎         | CHAGE     | 服部克久  | 4:23  |
| 3.        | 「終章（エピローグ）〜追想の主題」 | CHAGE・田北憲次  | CHAGE     | 服部克久  | 7:24  |
| 4.        | 「熱い想い」                       | 飛鳥涼・松井五郎 | 飛鳥涼    | S.E.N.S.  | 6:02  |
| 合計時間: | 合計時間:                          | 合計時間:        | 合計時間: | 合計時間: | 23:44 |

## 楽曲解説

### DISC 1
1. LOVE SONG
1989年6月21日に発売されたシングル曲。
2. PRIDE
東宝系映画『ヒーローインタビュー』挿入歌[注 3]。
3. SHINING DANCE
歌詞は全編カタカナと英語で記載されている。「MOON LIGHT BLUES」のサビ部分の歌詞が挿入されている。
踊れる楽曲をコンセプトに制作した楽曲で、当時の最新の機材を使って制作されており、アレンジに関しては凝ったことをやっている[6]。
エンディングには、「Break an egg」「Don't Cry, Dont Touch」他、 DISC 2に収められている4曲のボーカル部分が聴こえてくる。
4. HOTEL
この楽曲から「さよならは踊る」までは、曲間を風のSEで繋いでいる。
楽曲は頭がマイナーコードで、サビからメジャーコードに展開する構成になっている[6]。
5. Break an egg
1989年6月21日に発売されたシングル「LOVE SONG」のカップリング曲。シングル盤とは異なるホロフォニクスミックスである。
6. さよならは踊る
全編にわたってCHAGEがソロで歌っている。
曲調は、レゲエをアレンジしたリズムとなっている[6]。
7. 砂時計のくびれた場所
楽曲のテーマに関してASKAは「WALK」に続くものだと公言している[6]。
8. 天気予報の恋人
SUBARU「VIVIO」CMソング[注 4]。また、フジテレビ系月9ドラマ『天気予報の恋人』挿入歌[3][注 5]。
イントロはASUKAのお気に入りであり、当時「LOVE SONG」とともにシングル候補に挙がっていた[6]。
キャシー・デニスが英語版の「Love's A Cradle」としてカバーし、1995年にシングルが発売された。デニスのカバーは翌年に発売されたトリビュート・アルバム『one voice THE SONGS OF CHAGE&ASKA』にも収録されている。英語詞はASKAの原詞をもとに新たにデニスが書き下ろした。デニスのカバー・ヴァージョンもVIVIOのCMソングに使用された。
後にベスト盤に収録されるなど、シングルではないアルバム収録曲の中で屈指の人気曲である。
9. Don't Cry, Don't Touch
10. 絶対的関係
CHAGEはツイストのリズムを使いたく、ザ・ピーナッツのイメージを意識して作ったという[6]。
11. 流れ星のゆくえ
コンサートのエンディングをイメージして作った楽曲[6]。
ホロフォニクスの技術を独自に取り入れており、音が立体的に聴こえるような趣向を凝らしている[6]。
12. WALK
1989年3月8日に発売されたシングル曲。

### DISC 2
1. MOON LIGHT BLUES
原曲は、1984年2月22日に発売された10枚目シングル。
新たにメロディと歌詞が追加され、曲調もよりブルージーな感じにアレンジしている[3][6]。
2. 嘘
原曲は、1981年発売のアルバム『熱風』に収録されている。
3. 終章（エピローグ）〜追想の主題
「嘘」と「終章（エピローグ）〜追想の主題」は組曲形式にしている[6]。原曲は、1980年発売の1枚目アルバム『風舞』に収録されている。
4. 熱い想い
原曲は、1982年4月25日に発売された6枚目シングル。
楽曲が持つやさしさ・柔らかさが表現されたアレンジになっているという[6]。

## 参加ミュージシャン
BLACK EYES
- Drums：菅沼孝三
- Bass：惠美直也
- Keyboards：澤近泰輔、十川知司
- Electric Guitar：近藤敬三

ADDITIONAL MUSICIANS
- Drums：島村英二、佐藤邦治
- Bass：岡沢章
- Piano：中西康晴、後藤郁美（M-3 Solo）
- Synthesizer：原田真二、SENS
- Electric Guitar：原田真二、芳野藤丸、村上啓介
- Acoustic Guitar：笛吹利明、安田裕美、谷康一、田代耕一郎、石川鷹彦
- Violin Solo：金子飛鳥（M-10）
- Strings：篠崎グループ、金子飛鳥グループ

## アルバム曲のその他収録作品
※シングル収録曲は、｢WALK｣・｢LOVE SONG｣の項目を参照。
PRIDE
- 倆心知〜原創紀念歌集 （1993年）
- Singles - The European Collection （1994年）
- Yin&Yang （1994年）
- CHAGE&ASKA VERY BEST ROLL OVER 20TH （1999年）
- THE BEST （2004年）
- Asian Communications Best （2008年）
- 12 （2010年）※ASKAのセルフカバー音源を収録。
- PRIDE （2021年）※『12』とは別バージョンで、新たにレコーディングを行ったASKAのセルフカバー音源を収録[7]。

HOTEL
- Yin&Yang （1994年）
- 夢の飛礫 （2001年）※リメイクされてカップリングに収録
- STAMP （2002年）※リメイク音源を収録

砂時計のくびれた場所
- 倆角形 Duet Angle 20th anniversary （1999年）
- 夢の飛礫 （2001年）※リメイクされてカップリングに収録
- STAMP （2002年）※リメイク音源を収録

天気予報の恋人
- THE STORY of BALLAD （1990年）
- Singles - The European Collection （1994年）
- Yin&Yang （1994年）
- CHAGE&ASKA VERY BEST ROLL OVER 20TH （1999年）
- Asian Communications Best （2008年）
- 12 （2010年）※ASKAのセルフカバー音源を収録

流れ星のゆくえ
- 倆角形 Duet Angle 20th anniversary （1999年）

終章（エピローグ）
- CHAGE BEST SONGS/PROLOGUE （1998年）※「追想の主題」はカットされている